# Hjulkors
Hjulkors eller solkors er en figur bestående af et ligebenet kors i en cirkel. Hjulkorset er et almindeligt symbol fra helleristningerne og frem, og er gennem tiden blevet anvendt i mange sammenhænge. I Norge blev et gult hjulkors (under navnet "solkors") fra 1933 til 1945 benyttet af Nasjonal Samling, Quislings fascistparti før og under anden verdenskrig. Danmarks Nationalsocialistiske Ungdom, der var tilknyttet DNSAP, havde et kryssformet solhjul som hovedemblem. Frivillige franskmænd i krigstjeneste for Waffen-SS bar samme mærke på uniformernes venstre kravespejl. 
- Nasjonal Samlings ørnebårne solkors
- Danmarks Nationalsocialistiske Ungdom havde et kryssformet solhjul som hovedemblem

| Heraldik | Spire Denne artikel om heraldik er en spire som bør udbygges. Du er velkommen til at hjælpe Wikipedia ved at udvide den. |